# Ровинский, Арсений Валентинович
Арсений Валентинович Ровинский (род. 22 июня 1968, Харьков) — русский поэт.

## Биография
C 1985 жил в Москве, учился в Московском государственном педагогическом институте, служил в армии. С 1991 г. живёт в Дании.

## Творчество
Дебютировал в российской печати в 1997 году (журнал «Соло»). Участвовал в сетевом литературном конкурсе «Тенёта» (1998, специальный приз от Михаила Айзенберга), на основании конкурсной подборки выпустил в 1999 году первую книгу стихов. Публиковался в журналах «Соло», «Крещатик», «©оюз Писателей», альманахе «Вавилон», антологиях «Девять измерений» и «Освобождённый Улисс», в интернет-журналах TextOnly, «В моей жизни», «РЕЦ», на сайтах «Полутона», «Сетевая словесность» и др.
По словам Дмитрия Кузьмина,

читая Ровинского, невозможно сделать никаких предположений о его месте жительства — во всяком случае, Дания не просто ни разу не упоминается в этих стихах, но даже не отражается в них какими-либо мало-мальски локализуемыми приметами, оказываясь этакой идеальной заграницей, материализованным «нигде». Такой специфический топос при постоянном обращении к геополитическим темам (если выразиться плакатно — к судьбам России) дает особую оптику — взгляд как будто сверху, с высоты птичьего полёта. Но при этом Ровинский всякий раз так или иначе делает решительный жест по вписыванию лирического субъекта в картину исторической драмы или катастрофы.

Ряд стихотворений Арсения Ровинского (например, цикл «Немецким ангелочкам не больно») приписан вымышленному автору-гетерониму Резо Схолия.

## Книги
- Собирательные образы (1999)
- Extra-dry (2004, шортлист премии Андрея Белого, 2005)
- Все сразу (2008, вместе с Л. Швабом и Ф. Сваровским)
- Зимние Олимпийские игры (2009)
- Ловцы жемчуга (2013)
- Незабвенная (2017)
- Козы Валенсии (2019)